# Barrage Barker
Pour les articles homonymes, voir Barker.
Le barrage Barker – en anglais : Barker Dam – est un barrage américain dans le comté de Riverside, en Californie. Protégé au sein du parc national de Joshua Tree, il est inscrit au Registre national des lieux historiques depuis le 29 octobre 1975.